# Истоки Кальмиуса
Истоки Кальмиуса — гидрологический памятник природы местного значения. Находится в Ясиноватском районе Донецкой области Украины возле посёлка Минеральное.
Статус памятника природы присвоен решением Донецкого областного совета от 30 июня 2000 года № 23/14-305 по инициативе сотрудников биологического факультета Донецкого национального университета.
Площадь — 7,4 га. Представляет собой место, где расположены несколько десятков родников, являющихся одним из истоков реки Кальмиус. Родники расположены на дне балки и являются выходами глубинных вод на поверхность. От них идёт ручей с минеральной водой. Самые полноводные родники оснащены трубами из нержавеющей стали, из которых местные жители набирают питьевую воду. Наиболее крупный родник вытекает из-под скалы «Геркулес», под которой оборудована купель и установлен гранитный крест.
Балка, в которой находятся родники, заросла байрачным лесом. Склоны балки — обрывистые, с обнажениями пластов песчанистых пород каменноугольного периода.
Также благоустройством родников занимался Ясиноватский машиностроительный завод.